# Qiangqinxue (häradshuvudort i Kina, Tibet Autonomous Region, lat 29,27, long 89,90)
Qiangqinxue (kinesiska: 强钦雪, Renbu Xian, 仁布县) är en häradshuvudort i Kina. Den ligger i den autonoma regionen Tibet, i den sydvästra delen av landet, omkring 130 kilometer väster om regionhuvudstaden Lhasa. Antalet invånare är 27 826. Befolkningen består av 13 493 kvinnor och 14 333 män. Barn under 15 år utgör 26,0 %, vuxna 15-64 år 66 %, och äldre över 65 år 7,0 %.
Runt Qiangqinxue är det glesbefolkat, med 12 invånare per kvadratkilometer. Qiangqinxue är det största samhället i trakten. Trakten runt Qiangqinxue består i huvudsak av gräsmarker.
Genomsnittlig årsnederbörd är 648 millimeter. Den regnigaste månaden är juli, med i genomsnitt 184 mm nederbörd, och den torraste är januari, med 4 mm nederbörd.